# Хайкін Борис Еммануїлович
Борис Еммануїлович Хайкін (1904—1978) — радянський диригент, педагог. Народний артист СРСР (1972). Брат радіоастронома Семена Хайкіна.
Один з найбільших диригентів СРСР. Основні досягнення Хайкіна пов'язані з інтерпретацією російської, італійської та французької оперної класики.

## Біографія
Борис Хайкін народився 13 (26 жовтня) 1904 року в Мінську. Навчався в Московській державній консерваторії імені П. І. Чайковського в класах Миколи Малько та Костянтина Сараджева (диригування), Олександра Гедіке (фортепіано).
По закінченні навчання у 1928 році він став диригентом в Оперній студії Станіславського (нині Московський музичний театр імені Станіславського і Немировича-Данченка), де працював протягом семи років (1928—1935). К. С. Станіславський справив значний вплив на творчі принципи молодого диригента. Серед постановок Бориса Хайкіна цього періоду — «Севільський цирульник» Джоаккіно Россіні і «Кармен» Жоржа Бізе.
У 1936 році Борис Хайкін переїхав до Ленінграда, де змінив Самуїла Самосуда на посаді художнього керівника Ленінградського малого оперного театру, а також став викладати в Ленінградській консерваторії. Під управлінням Бориса Хайкіна відбулися прем'єри опер Дмитра Кабалевського «Кола Брюньон» (1938) та Івана Дзержинського «Піднята цілина» (1937), а також численні постановки російської класики — опер Модеста Мусоргського, Петра Чайковського та Миколи Римського-Корсакова.
В 1943 році Борис Хайкін очолив Ленінградський театр опери та балету імені С. М. Кірова, де також виконував нові твори радянських композиторів, такі як опери «Дуенья» (1946), «Повість про справжню людину» (1948) Сергія Прокоф'єва, «Сім'я Тараса» Д. Б. Кабалевського (1950), «Князь-Озеро» І. І. Дзержинського, «Декабристи» Юрія Шапоріна (1953) та інших.
У 1954 році диригент повертається до Москви, де стає диригентом Великого театру і професором Московської консерваторії, займаючи цю посаду до самої смерті. Серед його учнів — Кирило Кондрашин, Марк Ермлер, Юрій Гамалей.
Помер 10 травня 1978 року. Похований після кремації на Новому Донському кладовищі в Москві.

## Творчість
Борис Хайкін володів неперевершеним артистизмом, хорошим виконавським смаком і розумінням стилю. В його оперних постановках органічно поєднувались драматична і музична складові. Кілька разів він отримував запрошення керувати закордонними постановками російських опер: «Хованщини» у Флоренції (1963), «Пікової дами» в Лейпцигу (1964) та інших.Борис Хайкін також успішно виступав як симфонічний диригент — у 1966 році в Італії відбулися гастролі оркестру Ленінградської філармонії під його управлінням.

### Постановки

#### Театр опери та балету ім. С. М. Кірова
- 1946 — «Дуенья» Сергія Прокоф'єва — світова прем'єра[7]
- 1948 — «Повість про справжню людину» С. Прокоф'єва — закрите концертне виконання[8]

#### Великий театр
опери:
- «Фра-Диявол» Д. Обера (1955)
- «Весілля Фігаро» В. А. Моцарта (1956)
- «Мати» Т. Н. Хреннікова (1957) — перша постановка
- «Джаліль» Н. Г. Жиганова (1959) — перша постановка на російській сцені
- «Русалка» А. С. Даргомижського (1962)
- «Летючий голландець» Р. Вагнера (1963)
- «Севільський цирульник» Дж. Россіні (1965)
- «Царська наречена» Н. А. Римського-Корсакова (1966)
- «Невідомий солдат» К. В. Молчанова (1967)
- «Руслан і Людмила» М. І. Глінки
- «Іван Сусанін» М. І. Глінки
- «Хованщина» М. П. Мусоргського
- «Борис Годунов» М. П. Мусоргського
- «Чародійка» П. І. Чайковського
- «Євгеній Онєгін» П. І. Чайковського
- «Мазепа» П. Чайковського
- «Пікова дама» П. І. Чайковського
- «Сказання про невидимий град Кітеж і діву Февронію» Н. А. Римського-Корсакова
- «Фауст» Ш. Гуно
- «Кармен» Ж. Бізе
- «Травіата» Дж. Верді
- «Богема» Дж. Пуччіні

балети:
- «Лісова пісня» Г. Л. Жуковського (1961) — перша постановка
- «Спляча красуня» П. І. Чайковського (1963)

## Нагороди та звання
- заслужений артист РРФСР (1937)
- заслужений діяч мистецтв РРФСР (1940)[9]
- народний артист РРФСР (1947)[10]
- народний артист СРСР (1972)
- Сталінська премія другого ступеня (1946) — за постановку оперного спектаклю «Іоланта» П. В. Чайковського (1943) на сцені ЛМАТОБ
- Сталінська премія першого ступеня (1946) — за диригування оперним спектаклем «Орлеанська діва» П. В. Чайковського (1945) на сцені ЛАТОБ імені С. М. Кірова
- Сталінська премія другого ступеня (1951) — за диригування оперним спектаклем «Сім'я Тараса» Д. Б. Кабалевского на сцені ЛАТОБ імені С. М. Кірова
- орден Трудового Червоного Прапора (1939)
- орден Жовтневої революції (1974)
- медалі.

## Пам'ять
У середині 1980-х років, вже після смерті Бориса Хайкіна, вийшла в світ його книга «Бесіди про диригентське ремесло».